# Смичиклас, Тадия
Тадия «Таде» Смичиклас (хорв. Tadija «Tade» Smičiklas; 1 октября 1843 — 8 июня 1914) — хорватский историк и политик, профессор Загребского университета и член Югославянской академии наук и искусств. Будучи членом иллиристской Народной партии, он выступал за независимость Хорватии от Австрийской империи. Смичиклас, написавший труд по истории Хорватии, заложил основы современной хорватской историографии.

## Ранние годы
Тадия Смичиклас родился в селе Рештово, общине Жумберак (нем. Sichelburg), в греко-католической семье. Греко-католики в Жумбераке, в том числе семья Смичикласа, являлись потомками ускоков. 13 августа 1853 года его отец Илия написал письмо греко-католическому епископу Крижевцев Габриелю Смичикласу (своему родственнику) с просьбой принять сына на бесплатной основе в греко-католическую семинарию. При этом он отмечал одарённость и любознательность сына. Его дядя священник Джуро Смичиклас устроил Тадию в семинарию.

## Образование
В сентябре 1843 года Тадия поступил в греко-католическую семинарию, где проучился девять лет. Закончив её, он продолжил в 1864—1869 годах в Вене, столице Австрийской империи, изучать историю и географию.

## Карьера
Смичиклас начал свою профессорскую карьеру в 1870 году, работая в гимназии в Риеке, а несколько лет спустя получил место в загребской гимназии. В 1882 году он стал профессором философского факультета Загребского университета, а в 1883 году — членом Югославянской академии наук и искусств.
Смичиклас был членом Народной партии и идейным сторонником Франьо Рачки и епископа Йосипа Юрая Штросмайера. Будучи членом Хорватского сабора, Смичиклас произнёс несколько резонансных речей. В 1891 году он заявил: «Мы стремимся к тому, чтобы независимая Хорватия имела статус монархии, который уже имеет Венгрия». Он публично оппонировал бану Хорватии Карою Куэн-Хедервари, проводившему политику мадьяризации преимущественно славянских территорий.
В 1886/1887 учебном году Смичиклас занял должность декана философского факультета Загребского университета, а вскоре после этого и вовсе был избран ректором этого университета. В 1875 года он получил место старейшины в Матице хорватской, а с 1889 по 1891 год был её президентом. В 1900 году Смичиклас был избран президентом Югославянской академии наук и искусств и занимал этот пост до своей смерти.
В 1905 году он ушёл из общественной жизни. Смичиклас носил звания почётного гражданина Загреба, Вараждина и Карловаца.
Смичиклас опубликовал первую историю Хорватии, вышедшую в двух томах в 1879—1882 годах, которая являлась научным, критическим, всеобъемлющим, основанным на достоверных источниках трудом, который вместе с другими его работами заложил основу хорватской научной историографии и способствовал укреплению идеи преемственности хорватской государственности и независимости.

## Работы
- Život i djela Vjekoslava Babukića (1876)
- Spomen knjiga Matice Hrvatske
- Obrana i razvitak hrvatske narodne ideje od 1790. do 1835.
- Život i djela Ivana Kukuljevića Sakcinskog
- Život i djela dra. Franje Račkoga (1855)